# Isaac Alfasi
Isaac ben Jacob Alfasi ha-Cohen (født 1013, død 20. april 1103) var en jødisk talmudspecialist.
Isaac Alfasi virkede mest i Fez, Marokko, hvor han blandt andet skrev sine berømte kommentarer til Talmud i værket Sefer ha-Halakhot ("Lovenes bog"), som har beholdt sin indflydelse frem til moderne tid.